# 被害者学
被害者学（ひがいしゃがく、Victimology）は、犯罪被害者に注目する立場から、犯罪学に関する諸政策を研究する学問である。

## 概要
従来、犯罪が起きたとき、国家が犯罪者を処罰するという観点が存するのみであり（応報刑）、被害者の存在等は閑視されていた。後に、犯罪者の社会復帰を重視する立場（教育刑）が台頭するが、せいぜい地域社会に注目するところ止まりであった。そこで、長年忘れられていた存在である被害者に注目し、被害者の救済はもちろんのこと、被害者の視点から刑事司法を再構成しようと試みるのである。かつて議論がなされた修復正義 (RJ) も、この観点から説明することが可能である。もっとも、被害者保護だけでは刑事司法全体を的確に把握することが困難である旨の批判も加えられている。

## 被害者学の成立と歴史
従来、犯罪に関する研究は犯罪者や犯罪現象に着目されていた。そのような学問を犯罪学という。犯罪学は「人はなぜ犯罪を犯すか」という主題を基礎にその考察を深める存在学的側面を持っていた。そのため、犯罪者を研究することは盛んになされてきたが、被害者自体には着目されてこなかった。そのような状況の中で「人はなぜ被害にあうか」という被害者の側面が注目される契機が訪れた。初めて犯罪被害者に注目し、被害者学の概念を提唱したのは、ハンス・フォン・ヘンティッヒ (Hans von Hentig) である。彼は1948年に犯罪者と被害者の関係を詳細にわたって研究し、論文にまとめ発表した。刑法は能動側を犯罪者、受動側を被害者と定義し、その精神的要因はなんら考慮されない。同じ罪種で、同じ状況下で、同じ手口で犯した犯罪について、その犯罪者と被害者の関係を分析し、考察するところ科学は犯罪者と被害者の関係について、一層の包括的知識を有するとしている。1954年にアンリ・エレンベルガーが被害者学の現状を整理し、精神医学的、精神分析的考察を試み、体系化の下地を創った。メンデルソーンは1956年に従来の研究を包括し、被害者学という学問を体系化した。この論文が後述の通り日本へ紹介されることになるが、彼は1947年に既に被害者学について大学で講演を行っていたという（中田修『被害者学の展望』犯罪学雑誌25巻6号1960年）。以上のような経過を経て被害者学は成立した。
初期の被害者学は、発展するにつれ、「人はなぜ被害にあうか」の問いが「どのような人が被害にあうか」という問いに替わり、さらには被害の原因を被害者に求める、被害者の有責性説や潜在的被害者説などの学説が発表されるにいたった。しかし、次第に被害者に有責性を負わせる被害者学は批判を受けることとなった。いわゆる“被害者バッシング”であること、観念的な研究が多数であること（社会学的見地が不足しているということ）、被害者への偏見であるということなどが批判として向けられた。
そのため、被害者学は、初期の被害者学を脱し「応用被害者学」へとその方向を転換した。その転換とはすなわち、被害者の性質を類型化し被害の原因を究明する論調から、被害者の救済やその政策論へと移行することを意味した。
現代では、主に被害者救済論や被害者政策論が主に議論され、被害者を支援するための学問としての側面を持ち合わせている。

## 日本における沿革
日本において最初に被害者学が紹介されたのは1958年のことである。被害者学 (victimologie) という語を創出したメンデルソーン (Mendelsohn, B.) が犯罪被害者に対する系統的研究の論文を世界の主な犯罪学者へ送付し、それを受けて日本語訳され紹介されたことが始まりである。この論文は日本では法医学の権威であった古畑種基博士、犯罪生物学の吉益脩夫博士らが受け取り、吉益脩夫教授門下であった中田修が犯罪学雑誌へ紹介（『犯罪学雑誌』24巻6号1958年）し、その後、古畑、吉益の発案により東京医科歯科大学において被害者学に関するシンポジウムが開催され（1959年）、広く知られるようになった（中田修『犯罪精神医学』金剛出版、東京、1972年）。

## 学問的な広がり
1990年に日本被害者学会が発足し、1993年には東京医科歯科大学難治疾患研究所内に犯罪被害者相談室が設置され、犯罪被害者に対するカウンセリングなど直接的支援体制が確立した。
被害者の保護や証拠の研究などは当初医学生化学的手法が中心であり、専攻する者もほとんど医師であった。しかし実際の研究の中で法律学・社会科学研究者の中でも研究対象として選ぶものが増えた。近時では社会政策・刑事政策の一断面としても注目されており、常磐大学など正面から研究する大学も多い。